# Suren Gazaryan
Suren Gazaryan (em russo:  Сурен Владимирович Газарян) (nascido em 8 de julho de 1974) é um zoólogo russo, figura pública e ex-membro do The Environmental Watch on North Caucasus.  Ele é membro do Conselho de Coordenação da Oposição Russa. Ele recebeu o Prêmio Ambiental Goldman em 2014.

## Biografia
Gazaryan nasceu em 8 de julho de 1974 em Krasnodar. Em 1996, ele se formou na Kuban State University e, em 2001, concluiu os estudos de pós-graduação na Academia Russa de Ciências. Em 2001, ele também foi eleito presidente da comissão para a proteção de cavernas da União Russa de Cavaleiros.